# خولیو اولیزولا
خولیو اولیزولا (انگلیسی: Julio Olaizola؛ زادهٔ ۲۵ دسامبر ۱۹۵۰) بازیکن فوتبال اهل اسپانیا است.
از باشگاه‌هایی که در آن بازی کرده‌است می‌توان به باشگاه فوتبال رئال سوسیداد اشاره کرد.